# 準中型自動車
準中型自動車（じゅんちゅうがたじどうしゃ）は、日本の道路交通法令における自動車の区分のひとつ。車両総重量3,500 kg以上7,500 kg未満、最大積載量2,000 kg以上4,500 kg未満、乗車定員10人以下の車輛を指す。

## 背景
2007年（平成19年）6月2日に道路交通法が改正されるまでは、普通自動車免許を所持していれば、運転経験に関係無く車両総重量8 t未満、最大積載量5t未満の貨物車を運転できた。しかし、貨物自動車の事故が多発していたことを受けて道路交通法が改正され、中型自動車免許が新設されたため、普通免許（現在の準中型5t限定免許）で運転できる範囲は車両総重量5t未満まで引き下げされた。中型免許を新設した理由の1つは4tトラックに対しての規制であったことから、車両総重量5tまでであれば2t車は問題なく運転できると判断されたため、改正の影響は特に大きな問題はないと考えられていた。これは免許上トラックの外形寸法による制限がなく、それまで製造されていた貨物車も総重量5 t前後の壁がなかったことから、5t前後の車両がどの程度の大きさであるか、ということが当時は良く認識されていなかったことも考えられる。
しかし実際は積載3t未満どころか、積載2t前後のトラックは標準幅クラスで、比較的軽量な平ボディ、箱車などのタイプでようやく総重量5t未満に収まる枠であった。もともと総重量5tを境とした区分は無く、この5tという数値が非常に微妙なところであり、同じ大きさや同車種の2tクラスのトラックでも装備によっては総重量が5tを超えてしまうことが非常に多かった。
実際には自動車検査証（車検証）の数値を確認することが必要ではあるが、改正直後は「2t車は普通免許で乗れる」という認識がまだ強く、総重量5 t以上のトラックを改正後の普通免許で運転していたドライバーが無免許運転で摘発されるということがしばしば起きていた。同車種、同サイズのトラックであってもその車の仕様によって総重量が異なることがあり、車の外見から普通免許に適合しているかという判断ができなかったことも挙げられる。例えるなら2t積みで2tショートの4ナンバー平ボディ車は普通免許で運転可能だが、同じ寸法で4ナンバーの3tダンプは総重量5t以上となるため、普通免許では運転できない、といった事態が起きていた。そのため総重量と積載量を抑えれば問題ないと判断され新設後はトラックメーカーは5t未満に収まるよう、新普通免許で運転可能な車種のラインアップを広げていた。
しかし、商用車においても環境面や安全面の法規制が強化されるようになった結果、その後製造される貨物車の総重量は5tを超える車両が増加した。また積載量が2t未満のトラックであっても、オプションなどを付けると5t未満に収めることができず（例：貨物車の最大積載量が1,900 kgで普通車の範囲だったとしても、総重量が5tを超える5,005 kgだった場合、その車両は運転できない）運転できる車両が減った。その結果、2007年（平成19年）6月2日 - 2017年（平成29年）3月11日までは、普通自動車免許を持っているだけではこのような車両の運転はできず、中型免許を取得しなければならなかった。
しかし、中型免許を取得できるのは20歳以上であり、普通自動車免許（又は大型特殊自動車免許）の取得日から2年が経過していることが条件のため、この条件に達していない者は受験できない。そのため高卒など、20歳未満の場合は確実に免許の取得が不可能となり、仮に20歳以上で年齢条件は満たしていても、普通自動車免許又は大型特殊自動車免許を取得していても2年が経過していない者は、条件を満たしていないために受験できない。この2年制限は非常に大きな足かせとなった。
この区分に該当する車両としては、生鮮食品をコールドチェーンで運ぶ冷凍冷蔵車、パワーゲートを装備した配送トラック、電気工事・電気通信工事で用いられる高所作業車などがある。これらの車両は元々総重量5tという制限がない頃から製造されていたものが大半を占めていたため、免許制度が実情にそぐわなくなってしまった。「免許制度の変更により、業務上必須となる車両の運転ができなくなる」「少子高齢化や都市化の影響で若者が免許を取らなくなる」「運送業界・電気工事業界・電気通信工事業界に興味があっても、2年制限により、高卒で就職した者が配送業務・現場作業に従事できないまま退職してしまう」等の事態が重なった結果、若者を雇えない運送会社・建設会社は若者の雇用を敬遠せざるを得なくなる。同時に少子高齢化による運転手・技能工の人手不足の影響で黒字なのにも関わらず倒産したり雇用面でも問題となった。また高等学校卒業後に就職する者の職業選択の自由の観点からも、全国高等学校長協会が免許制度の改正を強く求めていた。
運送業界としての思いは準中型自動車免許が導入されることで、高卒者を取り入れやすくなり、運転手の確保につながると期待されている。
準中型免許の新設に伴い、日本国外（主にアメリカやオーストラリア）で人気のスポーツ・ユーティリティ・ビークル（SUV）やライトトラックのうち、一部の車両が準中型自動車（5t限定を含む）に分類されるようになり、改正後の普通免許では運転できなくなった。

## 準中型自動車免許
準中型自動車免許（以下「準中型免許」と略記）は、18歳以上の者が取得でき、公道で運転する場合は、準中型免許のほか、中型自動車免許（8トン限定（=2007年6月1日までの普通自動車免許）を含む）、中型自動車第二種免許 （8トン限定（=2007年6月1日までの普通自動車第二種免許）を含む）（以下それぞれ「中型免許」「中型二種免許」と略記）、大型自動車免許、大型自動車第二種免許（以下それぞれ「大型免許」「大型二種免許」と略記）の運転免許で運転することができる。
普通自動車または準中型自動車の運転経験が2年以上必要な中型免許とは異なり、下位免許である普通自動車免許を事前に取得する必要はなく、運転経験が全くない者も直接取得することができる。準中型自動車免許を受けて1年経過しない者が準中型自動車、普通自動車を運転するときは初心運転者標識の掲出が義務付けられる。新制度施行に伴い、普通自動車免許で運転できる車両の範囲が狭められ、2017年（平成29年）3月12日以降に取得した普通自動車免許では車両総重量3.5 t以上・最大積載量2.0 t以上の車両が運転できない。
ただし、2017年（平成29年）3月11日以前に既に普通自動車免許を取得している者は、改正法施行前の区分に従った自動車を引き続き運転することができ、準中型自動車5トン限定免許として扱われる。この場合免許証の表記は普通→準中型へ変更になり、条件欄に（準中型で運転できる準中型車は準中型車（5t）に限る）と記載された免許証を交付される。限定を解除するには、限定解除審査を運転免許試験場で受験して合格するか、指定自動車教習所で最低4時限の技能教習を受けたのちに技能検定に合格する必要がある。AT限定免許は存在しないが、上記の準中型5トン限定免許は旧普通自動車免許であったためAT限定免許が存在する他、教習所によっては最低8時限の技能教習を受けたのちに技能検定に合格することでAT限定及び5トン限定の両方を解除することができる。
なお、上記のように貨物車の細分化を目的に導入されたため、乗車定員について普通自動車と準中型自動車で法令上の要件に差異がない事から、旅客運送に必要な第二種運転免許には準中型免許は存在しない。よって、定員10名以下の旅客自動車であっても車両総重量が（新）普通自動車の要件を満たさず準中型自動車となる場合において旅客運送目的で運転する場合は、中型自動車第二種免許または大型自動車第二種免許を取得する必要がある。また、このため2017年（平成29年）3月11日以前の普通自動車第二種免許は、5 t限定中型自動車第二種免許として扱われる。
免許の交付日が、2017年（平成29年）3月12日以降に、運転免許試験場で交付された『新しい普通自動車運転免許証』では、最大積載量2トン未満、車両総重量3.5トン未満となる。

### 小型ディーゼルトラックの運転
いわゆる「2トン車」「2トントラック」は、一般に車両総重量5トン未満、最大積載量2.0トン - 2.9トン（2トン以上3トン未満）である。よって基本的には準中型5トン限定免許以上でないと運転できず、2017年改正の新普通免許では運転できない。
また、最大積載量1.35トンから2.0トン未満の車両は多くが車両総重量3.5トンを超えるため、同様に準中型5トン免許以上でないと運転できない。よって、2007年改正以降2017年改正以前に『普通自動車運転免許証で運転可能』として販売されていたトラックの多くが2017改正以降の『新しい普通自動車免許』では運転できない。
事例として日野・デュトロは2007年の道路交通法改正に合わせ（当時の）普通自動車免許で運転できる『最大積載量3t未満、車両総重量5t未満』の車両設定を拡大したが、2017年の改正で準中型自動車免許が必要となった。トヨタ・ダイナの2021年6月までのモデルにおける1.25トン - 1.5トン平積タイプも、車両総重量が3.5トン未満に収まっていたため、ディーゼル車・ガソリン車両方において新普通免許での運転が可能であったが、2021年7月に実施されたマイナーチェンジで、1.35トン - 1.5トンクラスのディーゼル車の車両総重量が3.5トンを超えた事に伴い、2021年7月以降に全メーカーから発売されている4ナンバー小型ディーゼルトラックは、2024年夏頃に発売が予定されているいすゞ・エルフミオ（1トンクラス専用）を除くほとんどの車種において準中型自動車免許（準中型5トン免許も含む）以上の免許が必要となった。
トヨタ自動車、日野自動車、いすゞ自動車、三菱ふそうトラック・バスでは、小型・中型トラックのカタログのスペック表に車型別の対応免許を記載している（例：トヨタ・ダイナ、日野・デュトロ、いすゞ・エルフ、三菱ふそう・キャンターなど）。
いすゞ・エルフは、車両総重量5トン未満の車型であっても、準中型5トン限定免許では運転不可としている車型がある。日野・デュトロ/トヨタ・ダイナ、いすゞ・エルフ/マツダ・タイタン/日産・アトラスは最大積載量2.0トン - 4.6トンクラスの超ロングボディ（車種によっては超超ロングボディも設定）もラインナップしているが、最大積載量2トン - 4トンクラスは準中型自動車免許で運転可能である一方で、最大積載量4.5トンクラス以上は中型8トン免許以上でないと運転できない。三菱ふそう・キャンターには最大積載量4.45トンクラスも設定しているが、車両総重量が7.5tを超えるため中型8トン免許以上でないと運転できない。
マイクロバスでは中型免許以上でないと運転できないトヨタ・コースターは、1ナンバー登録でかつ乗車定員が9人のビッグバンに限り、準中型自動車免許以上の免許で運転が可能である。
中型トラック(4t車)は車両総重量が7500kg以上8000kg未満の車種がほとんどなため、基本的には運転できないがいすゞ・フォワードと三菱ふそう・ファイターにはGVW7.5t未満の準中型免許対応車も存在する。
 
多くの最大積載量1.25トン以下車両は、車両総重量で3.5トン未満であるが、箱車（有蓋車）やパワーゲート等の装備で変動する場合もあるため、実車の車検証で確認する必要がある。

### 免許の種類と免許別の運転可能車両
出典 
|              | 普通自動車免許 | 中型自動車免許 （8t限定免許） | 中型自動車免許       | 大型自動車免許       |
| ------------ | -------------- | ----------------------------- | -------------------- | -------------------- |
| 車両総重量   | 5.0トン未満    | 8.0トン未満                   | 11.0トン未満         | 11.0トン以上         |
| 最大積載量   | 3.0トン未満    | 5.0トン未満                   | 6.5トン未満          | 6.5トン以上          |
| 乗車定員     | 10人以下       | 10人以下                      | 29人以下             | 30人以上             |
| 受験資格     | 18歳以上       | 受験不能                      | 20歳以上 免許期間2年 | 21歳以上 免許期間3年 |
| 視力・深視力 | A、なし        | A、なし                       | B、あり              | B、あり              |
| AT限定免許   | あり           | あり                          | なし                 | なし                 |

|              | 普通自動車免許 | 準中型自動車免許 （5t限定免許） | 準中型自動車免許 | 中型自動車免許 （8t限定免許） | 中型自動車免許       | 大型自動車免許       |
| ------------ | -------------- | ------------------------------- | ---------------- | ----------------------------- | -------------------- | -------------------- |
| 車両総重量   | 3.5トン未満    | 5.0トン未満                     | 7.5トン未満      | 8.0トン未満                   | 11.0トン未満         | 11.0トン以上         |
| 最大積載量   | 2.0トン未満    | 3.0トン未満                     | 4.5トン未満      | 5.0トン未満                   | 6.5トン未満          | 6.5トン以上          |
| 乗車定員     | 10人以下       | 10人以下                        | 10人以下         | 10人以下                      | 29人以下             | 30人以上             |
| 受験資格     | 18歳以上       | 受験不能                        | 18歳以上         | 受験不能                      | 20歳以上 免許期間2年 | 21歳以上 免許期間3年 |
| 視力・深視力 | A、なし        | A、なし                         | B、あり          | A、なし                       | B、あり              | B、あり              |
| AT限定免許   | あり           | あり                            | なし             | あり                          | なし                 | なし                 |

視力検査の基準
A・両目で0.7以上/各片目で0.3以上/片眼が0.3未満の場合は他眼の視力が0.7以上で視野が左右150度以上
B・両目で0.8以上/片目それぞれ0.5以上

### 影響
総務省消防庁によると、2017年4月時点の日本全国の消防団車両は5万1381台で、このうち3.5t以上5t未満の自動車は約3割の1万7211台である。
消防車両の中でもポンプ車は3.5t未満の車両には技術的に水槽を取り付けることができず、2017年3月施行の道路交通法改正後に普通免許を取得した人は、水槽付きのポンプ車を運転できなくなったことから、消防車運転の担い手不足に影響が出ている。なお、2018年5月に総重量3.5t未満の水槽なしのポンプ車が新たに開発されているが、水槽付きのポンプ車とは異なり、ホースを消火栓につないで水を引き通すことを要する。
前述の通り高卒者の進路先の選択肢が広がった一方で運送業界の人手不足問題の根本的な解決には至っておらず、結局のところは事業者側の待遇に問題があるのではないか？という指摘が相次いでいる。
2022年5月13日から、大型免許、中型免許、二種免許の受験資格が緩和され、一定の教習を修了することにより、19歳以上で、かつ、普通免許等を受けていた期間が1年以上あれば受験することができるようになった。